# Společnost Třiceti
Společnost Třiceti (francouzsky Société des Trente, též Comité des Trente) je název politické frakce za Velké francouzské revoluce z roku 1789. Pomohla ovlivnit vypracování cahiers de doléances a kontrolovat volby do generálních stavů. Téměř každý její člen byl také později zvolen poslancem. Sedm z nich později patřilo k 47 zástupcům šlechty, kteří se připojili ke třetímu stavu, aby založili Národní shromáždění.

## Vznik
Adrien Duport, poradce pařížského parlamentu, založil v listopadu 1788 „konstituční klub“, jehož členové byli zčásti vybráni z Loge Neuf Sœurs (Lóže devíti sester) a Loge du Contrat Social (Lóže společenské úmluvy), která se nacházela v rue Coq-Heron v jeho paláci. Velká část členů již patřila do Společnosti pro emancipaci otroků, klubu založeného 19. února 1788. Společnost založil Jacques Pierre Brissot a markýz de Condorcet v Hôtel de Lussan, rue Croix-des-Petits-Champs v Paříži, který věřil, že americká revoluce ohlašuje „obnovu zeměkoule“ a zrušení otroctví.
Manifest shrnující liberální program Společnosti Třiceti, publikovaný v únoru 1789, umožnil jejímu zakladateli účastnit se generálních stavů.

## Členové
Společnost sdružovala elitu revoluční buržoazie a liberální šlechtu s několika preláty, zahrnující všechny tři existující stavy.
Z 1. stavu
- Pierre-Augustin Robert de Saint Vincent, (1725–1799), představitel jansenismu
- Charles-Maurice de Talleyrand-Périgord, generální zástupce kléru
- Anne-Pierre de Montesquiou-Fézensac (1739-1798), budoucí zástupce pařížského duchovenstva u generálních stavů
- Louis Abbé, redaktor cahiers pro oblast Saint-André-des-Arts, nezvolen poslancem
- Abbé Sieyès(1748–1836), budoucí zástupce třetího pařížského stavu u generálních stavů

Z 2. stavu
- Adrien Duport, zakladatel, budoucí zástupce šlechty do generálních stavů
- Markýz de La Fayette (1757–1834), americký veterán války za nezávislost, budoucí zástupce šlechty z Auvergne u generálních stavů, budoucí zakladatel Národní gardy
- Theodore de Lameth (1760-1829) a Alexandre de Lameth (1756-1854), američtí veteráni revoluční války, budoucí členové šlechty do generálních stavů, druhý jmenovaný byl jedním ze 47 členů šlechty, kteří vstoupili do třetího stavu vytvořit Národní shromáždění, budoucí velitel Národní gardy
- La Rochefoucauld-Liancourt, přítel a překladatel Benjamina Franklina, budoucí zástupce pařížské šlechty u generálních stavů, jeden ze 47 zástupců šlechty, kteří se připojili ke třetímu stavu, aby ustanovili Národní shromáždění
- Marquis de Condorcet (1743-1794), budoucí poslanec Paříže v zákonodárném sboru
- Saint-Just, budoucí zástupce šlechty do generálních stavů, jeden ze 47 zástupců šlechty, kteří vstoupili do třetího stavu, aby ustanovili Národní shromáždění.
- de Montesquiou, budoucí zástupce šlechty do generálních stavů, jeden ze 47 zástupců šlechty, kteří vstoupili do třetího stavu, aby ustanovili Národní shromáždění
- Louis-Michel Lepeletier de Saint-Fargeau (1760-1793), budoucí náměstek pařížské šlechty u generálních stavů, jeden ze 47 zástupců šlechty, kteří vstoupili do třetího stavu, aby ustanovili Národní shromáždění
- Luyne (1748-1807), vévoda, který se měl stát budoucím zástupcem šlechty z Tours do generálních stavů, jeden ze 47 zástupců šlechty, kteří vstoupili do třetího stavu, aby ustanovili Národní shromáždění
- Armand-Désiré de Vignerot du Plessis (11761-1800), budoucí zástupce šlechty na generálních stavů, jeden ze 47 zástupců šlechty, kteří vstoupili do třetího stavu, aby ustanovili Národní shromáždění
- Antoine Destutt de Tracy (1754–1836), budoucí zástupce bourbonnaiské šlechty
- Mirabeau, budoucí zástupce třetího stavu Marseille u generálních stavů
- Laborde, bankéř, budoucí zástupce třetího stavu z Étampes u generálních stavů

Ze 3. stavu
- Guy Target (1733–1807), jansenista, budoucí zástupce třetího stavu Paříže u generálních stavů, spolupracoval na občanské ústavě duchovenstva
- Nicolas Bergasse (1750–1839), zakladatel Gallo-americké společnosti, budoucí zástupce třetího stavu v Lyonu
- Pierre Samuel du Pont de Nemours (1739-1817), budoucí zástupce třetího stavu z Nemours u generálních stavů, budoucí americký občan, podílel se na prodeji Louisiany
- Constantin François Volney, ateistický orientalista, autor podmínek pro legalitu generálních stavů v roce 1788, obdivovatel Benjamina Franklina, budoucí zástupce třetího stavu, jeden z prvních, kteří podnítili vytvoření Národní gardy
- Huet de Semonville, (1759–1839) budoucí náměstek třetího stavu za Paříž u generálních stavů, poté člen pařížské komuny
- Pierre-Louis Roederer, budoucí náměstek třetího stavu v Metách u generálních stavů, poté u Ústavodárného shromáždění, sekretář jakobínů
- Dominique Joseph Garat, budoucí zástupce třetího stavu z Lapurdie u generálních stavů, jeden z komisařů odpovědných za vyjednávání shromáždění tří stavů
- Nicolas François de Neufchâteau(1750–1828), budoucí zástupce třetího stavu Vogéz u generálních stavů
- Étienne Clavière (1735–1793), ženevský bankéř, přítel Talleyranda, Mirabeaua, de Brissota, s nímž založil Societé Amis des Noirs (Spolek přátel černochů); pozdější premiér
- Isaac Panchaud (1737–1789), bankéř v Londýně a Paříži švýcarského původu, poradce Talleyranda
- Antoine Sabatier (1742-1817), autor pojednání o suverenitě